# Małonizowcewo
Małonizowcewo (ros. Малонизовцево) – wieś (ros. деревня, trb. dieriewnia) w zachodniej Rosji, w sielsowiecie niekrasowskim rejonu rylskiego w obwodzie kurskim.

## Geografia
Miejscowość położona jest nad rzeką Sejm, 2 km od centrum administracyjnego sielsowietu niekrasowskiego (Niekrasowo), 8 km od centrum administracyjnego rejonu (Rylsk), 107 km od Kurska.

## Demografia
W 2010 r. miejscowość zamieszkiwały 53 osoby.